# Vacusus formicetorum
Vacusus formicetorum là một loài bọ cánh cứng trong họ Anthicidae. Loài này được Wasmann miêu tả khoa học năm 1894.